# Stéphanie Lange
Stéphanie Lange est une juriste et femme politique belge.

## Biographie
Membre du parti Les Engagés, elle est conseillère au Centre d’études politiques économiques et sociales (CEPESS), le centre d’études du parti, et la trésorière de Génération Engagée.
Depuis juin 2024, elle est membre du Parlement de la région de Bruxelles-Capitale après avoir obtenu 1.818 votes (2,61%). À 29 ans, elle est devenue la première députée du Parlement en situation de handicap.